# リウドルフ (ザクセン公)
リウドルフ（ドイツ語: Liudolf, 806年頃 - 866年3月12日）は、ザクセンの伯。東ザクセン公とも呼ばれる。東ザクセンの領土をめぐってノルマン人やスラヴ人と争った。リウドルフはリウドルフ家（リウドルフィング家）の事実上の家祖であり、その家名は彼の名に由来する。

## 生涯
リウドルフは、フランクの族長（princeps）ビルングとエーダの間の娘であるオーダと836年頃に結婚した。このフランク貴族との結婚によって、リウドルフ家はフランク王国内で確固たる地位を占めた。オーダは913年5月17日に亡くなった。107歳と推定されている。また、リウドルフは娘リウトガルトを東フランク王ルートヴィヒ3世と結婚させ、東部辺境の防衛を担うこととなった。
845年（あるいは846年）、リウドルフとオーダはローマ教皇セルギウス2世のもとへ赴き、女子修道院を建設する許可を願い出た。セルギウス2世はこれを許可し、852年にブルンスハウゼンに女子修道院が建設され、リウドルフの娘のハトゥモット（Hathumod）が初代女子修道院長に就任した。その後881年に修道院は移設され、ガンダースハイム修道院となった。リウドルフは866年に死去し、ブルンスハウゼンに埋葬された。
リウドルフの死後、息子ブルンがザクセン公位を継いだが、ブルンはノルマン人との戦いで戦死し、ブルンの弟オットー1世（貴顕公）が公位を継いだ。オットーの息子が東フランク王ハインリヒ1世である。

## 子女
オーダとの間に少なくとも7人の子女をもうけた。
- ブルン（830/40年 - 880年） - ザクセン公（866年 - 880年）
- リウトガルト（840年頃 - 885年） - 東フランク王ルートヴィヒ3世と結婚[6]
- ハトゥモット（Hathumod）（840年頃 - 874年） - 初代ブルンスハウゼン女子修道院長（852年 - 874年）
- オーダ（845年頃 - 874年） - シュターデ伯ロタール1世と結婚
- オットー1世（851年頃 - 912年） - ザクセン公（880年 - 912年）、東フランク王ハインリヒ1世の父
- ゲルベルガ（? - 896/7年）- ブルンスハウゼン女子修道院長（874年 - 896/7年）
- クリスティナ（? - 919/20年） - ガンダースハイム女子修道院長（896/7年 - 919/20年）[6]